# 2032 Ethel
2032 Ethel eller 1970 OH är en asteroid i huvudbältet som upptäcktes den 30 juli 1970 av den ryska astronomen Tamara Smirnova vid Krims astrofysiska observatorium på Krim. Den har fått sitt namn efter Ethel Voynich.
Asteroiden har en diameter på ungefär 36 kilometer.